# ニッキー (タレント)
ニッキー（本名、保田 創 - 1989年10月27日 - ）は、沖縄県を拠点とするローカルタレント。FECオフィス所属。沖縄県読谷村出身。沖縄クリスチャンスクールインターナショナル卒。身長184cm、体重85kg。

## 来歴・人物
- アメリカ人の父親と沖縄県出身の母親の間に生まれた「島ハーフ」として活動。沖縄ローカルの番組においてレギュラーを数多く持ち、近年では司会業などでも活躍している。
- 2011年4月26日放送のあらびき団ロケ企画にて第2回沖縄オーディション「あらびきんちゅ団」にドラゴンエマニエルらと出演しネタ披露。
- 『ゆがふぅふぅ』ではアイモコ宅へ訪れる隣人役としてレギュラー出演、ウチナーグチにちなんだナゾナゾを出題する。
- 第7回『新春!oh笑い O-1グランプリ』敗者復活戦・決選投票にて知念だしんいちろうに敗れ敗退。
- 沖縄明治乳業(株)が2014年7月8日から発売した新商品のCM放送を同月23日で打ち切った。CMに起用した芸人ニッキーが参加する舞台に政治的な意図があり、皇室を揶揄する内容を含んでいたため苦情が多数寄せられたためとしている[1]。
- 2024年6月[2]、沖縄県では初となるバイリンガル専門のタレント事務所「株式会社ノーマンプロ」を設立した[2][3]。

## 主な出演

### テレビ
- 『C-POP World 華琉』（BSジャパン）
- 『あらびき団』（TBSテレビ）
- 『ありんくりん沖縄』（BS日テレ）
- 『ミュージャック』（関西テレビ）
- 『オキナワノコワイハナシ』（琉球放送）
- 『ゲラ×ゲラすたいる』（琉球朝日放送）
- 『ゆがふぅふぅ』（沖縄テレビ放送）
- 『ひーぷー☆ホップ』（沖縄テレビ放送）

### ラジオ
- 『ニッキーの島ハーフラジオ』（FMよみたん）
- 『久茂地放送屋』（琉球放送）
- 『ゴールデンアワー』（FM沖縄）
- 『オモロスタイル』MC（FMいしがき）
- 『blank.』MC（FM沖縄）

### 舞台
- 『RED RIBBON LIVE 2012 in OKINAWA』 - ゲスト出演
- 『基地を笑え!お笑い米軍基地』
- 『演芸集団FEC旗揚げ記念公演』
- 『ゲラ×ゲラ ワラワナイト』
- 『西町ロックショウ』
- 『かんなじ爆笑ライヴ! RISE!ハッチャカ!~From now! 始まりの章』

### 単独ライブ
- 『島ハーフニッキーのハーフタイムショー！』（2012年3月30日）

## PV出演
- 『Delay』（Awich）

## 写真集
- 『森花-夢の世界-』（石川真生）※モデル